# توره‌ده
توره‌ده (به ترکی آذربایجانی: Toradi) یک منطقهٔ مسکونی در جمهوری آذربایجان است که در شهرستان آستارا واقع شده‌است. توره‌ده ۸۲۰ نفر جمعیت دارد.

## ریشه واژه
توره یا تورا در زبان تالشی یعنی کانال یا منبع آب و دی همان ده یا روستا است و معنای کلی آن یعنی روستایی که دارای سد یا منبع آب است.